# Tetsuya Tanaka
Tetsuya Tanaka (田中 哲也 Tanaka Tetsuya?,  nacido el 27 de julio de 1971 en Nagasaki) es un exfutbolista japonés que se desempeñaba como centrocampista.

## Trayectoria

### Clubes
| Club                | País  | Año         |
| ------------------- | ----- | ----------- |
| Nippon Steel Yawata | Japón | 1990 - 1991 |
| Sanfrecce Hiroshima | Japón | 1992 - 1994 |
| Vissel Kobe         | Japón | 1995        |
| Sagan Tosu          | Japón | 1996 - 1998 |